# Guy Davis (músico)
Guy Davis (12 de mayo de 1952) es un cantante de blues, guitarrista, intérprete de banyo y actor estadounidense. Es el hijo de los actores Ruby Dee y Ossie Davis.

## Orígenes de Davis
Davis dice que su música de blues está inspirada en el discurso del sur de su abuela. Aunque criado en el área de la Ciudad de Nueva York, creció oyendo relatos de la vida en el sur rural de sus padres y especialmente de sus abuelos e influyeron en su manera de elaborar sus propias historias y canciones. Davis aprendió el mismo a tocar la guitarra (nunca tuvo paciencia para tomar lecciones formales) y aprendió escuchando y mirando a otros músicos. Su primera exposición al blues fue en un campamento de verano en Vermont llevado por el hermano de Pete Seeger, John Seeger, donde aprendió cómo tocar el banjo.

## Actuando
Durante su vida, Davis ha tenido interés en la música y en ser actor. Sus primeros papeles incluyeron el rol de protagonista en el film de 1984 Beat Street y en televisión como el Dr. Josh Hall en One Life to Live de 1985 a 1986. Finalmente, Davis tuvo la oportunidad de combinar música y actuación en el escenario. En Broadway hizo su debut musical en 1991 en el Zora Neale Hurston/Langston Hughes en el cual presentó la música de Taj Mahal.
En 1993, actúa en el Off-Broadway como el legendario bluesman Robert Johnson en Robert Johnson: Trick the Devil. Recibe buenas críticas y en 1993 es el ganador del "Keeping the Blues Alive Award” de la Blues Foundation que le fue entregado por Robert Cray en la ceremonia de los W.C. Handy Awards.
Davis crea su propio material para sí mismo. Escribe In Bed with the Blues: The Adventures of Fishy Waters un comprometido y emotivo espectáculo de un hombre solo. El estreno en Off-Broadway en 1994 recibió el elogio crítico de The New York Times y la Village Voice.
Sus proyectos de escritura también han incluido varias piezas de teatro y otras obras. Mudsurfing, una colección de tres cuentos, recibió en 1991 el Premio Brío del Consejo de las Artes del Bronx. La Prueba, (más tarde rebautizada, La Prueba: Juicio de las Personas), fue producido Off-Broadway en 1990, en el McGinn Cazale Theater. Davis también ha arreglado, actuado y coescrito la música para Ser un Hombre, película ganadora un Emmy. A finales de 1995 su música fue utilizada en la serie nacional de PBS, La Promesa americana.

## Música
En las pasadas dos décadas, Davis ha concentrado muchos de sus esfuerzos en la música escribiendo, registrando y actuando. A fines de 1995, publicó en Red House Records su debut Stomp Down Rider un álbum que captó a Davis en una actuación en vivo impresionante. El álbum recibió buenas críticas en todas partes del país, incluyendo el Globo de Boston y la revista de Pulse.
Su siguiente álbum, Call Down the Thunder, es un tributo a los maestros del blues, pero apoyado fuertemente en sus temas originales, muy potentes. También tuvo muy buena acogida y Acoustic Guitar lo destacó como uno de los álbumes esenciales de una nueva generación de intérpretes.
Su tercer disco You Don't Know My Mind, que incluye vocales auxiliares de Olu Dara, explota con pasión y ritmo las cualidades de Davis como compositor e intérprete. Fue escogido como ‘Blues Album of the Year’ por la Association For Independent Music (formerly NAIRD). The San Francisco Chronicle le concedió al CD cuatro estrellas, añadiendo: "Davis con duros e intemporales vocales golpea a través de vuestro cerebro como un diablo del Mississippi."
Su cuarto álbum Butt Naked Free fue el primero producido por John Platania, guitarrista de Van Morrison. Además de John a guitarra eléctrica,  incluye amigos del músico como Levon Helm (The Band), el multinstrumentista, Tommy “T-Bone” Wolk (Hall & Oates, Carly Simon), el batería Gary Burke (Joe Jackson) y el bajista acústico Mark Murphy (Walt Michael & Co., Vanaver Caravan). 
Del quinto álbum, Give In Kind, el crítico de música Dave Marsh escribió, “Davis nunca pierde de vista al blues como música de tiempos felices, el foro original para bailar en cada pieza.”
Fue este álbum el que llamó la atención de Ian Anderson, fundador y cantante de Jethro Tull, quién invitó Davis para hacerles de telonero durante el verano de 2003. Escribía en su invitación, “El Folk Blues (Sonny Terry, J.B. Lenoir) es donde yo empecé. Oír a Guy es como volver a casa otra vez.”
Sus seguidores también incluyen a Jackson Browne, Maya Angelou, y Jessica Lange.
Chocolate to the bone, su sexto álbum fue recibió con muy buena acogida como la nominación al W.C. Handy award a “Best Acoustic Blues Album”. Davis ha sido nominado a nueve ‘Handy Awards’ a lo largo de los años, incluyendo “Best Traditional Blues Album”, “Best Blues Song” (“Waiting On the Cards to Fall”) y “Best Acoustic Blues Artist” dos veces. Su álbum, Legacy, fue reconocido como uno de los Best CDs of the Year por la National Public Radio (NPR), y el tema principal, “Uncle Tom’s Dead” fue escogido como una de las Best Songs of the Year.
La cubierta para este álbum fue dibujada por Guy Davis.
Davis ha contribuido con canciones en álbumes de recopilación y tributo, incluyendo colecciones de los bluesmen Charley Patton y Robert Johnson, para Putumayo Récords que incluyen, De Malí a Memphis y el álbum para niños llamado, Canta Junto con Putumayo, para Grateful Dead, para Nick Lowe, y para el CD del 60.º cumpleaños de Bob Dylan llamado, A Nod to Bob, incluso en un disco de Windham, de música coral junto a intérpretes como Bonnie Raitt o Jackson Browne y con Bruce Springsteen para una colección de las canciones escritas por su amigo el legendario folksinger, Pete Seeger, en Where Have All the Flowers Gone .
Aun así, seguramente el proyecto del que se siente más orgulloso de estar implicado es el producido por su amigo Larry Long, llamado I Will Be Your Friend: Songs and Activities for Young Peacemakers, en qué Davis contribuyó con la pista de título. Es una colección de CD de canciones que combinan con la caja de respaldo al profesor, para ayudarle a enseñar diversidad y entendimiento. Es parte de la campaña nacional "Enseñando Tolerancia" y continúa siendo distribuido por el Southern Poverty Law Center y enviado a cada escuela pública del país.

## Proyectos recientes
Davis escribió un par de canciones y las grabó con Dr. John para la serie de Whoopi Goldberg Littleburg.
Más recientemente ha recibido uno de los Premios del Centro Kennedy, en qué recibió las medallas, junto a otros receptores como Warren Beatty, Elton John y el compositor John Williams, del Presidente de los Estados Unidos.
Davis apareció en NYC Lincoln Center Out of Doors Festival en el concierto, "Evolución del Blues", junto con Michael Hill, Paul Peress, y Paul Ossola.
También ha actuado con Pete Seeger y Tao Rodríguez-Seeger en locales escogidos, incluyendo un concierto benéfico que tuvo lugar en McDaniel College en Westminster, Maryland en agosto de 2008.
En 2012 Davis hizo una publicación con banda de audio llamada The Adventures of Fishey Waters: In Bed with the Blues. Es una recopilación de "cuentos" históricos en forma de un juego acompañados por Davis con canciones.
En su último álbum Guy Davis, y el maestro italiano de la armónica, Fabrizio Poggi presentan Sonny & Brownie's Last Train, dedicado al dúo formado por Brownie McGhee y Sonny Terry durante más de 40 años. Publicado por M.C. Records, ha sido producido por Poggi, y grabado, en vivo en estudio, en Milán, Italia. Como dice Davis, "Es una carta de amor a Brownie y Sonny, firmada por los dos".
El tema que da nombre al álbum "Sonny and Brownie's Last Train", ha sido escrito por Davis y evoca el chirrido lento y el silbido de una vieja locomotora que sale de la estación. A medida que el tren aumenta la velocidad, también lo hace el ritmo, y al final se puede oír los lamentos en la voz de Davis cuando el tren, y la canción legan al final del recorrido y dicen, "Adiós Sonny. Adiós Brownie. Nos vemos en el otro lado." El resto de temas habían sido grabados, o interpretados, por Terry y McGhee, a lo largo de sus carreras. Muchos son de su repertorio de la década de los años 30. De Johnnie Temple, "Louise, Louise", de St. Louis Jimmy Oden, "Goin 'Down Slow". También "Shortnin 'Bread", que ha sido versionado por Al Jolson o los Beach Boys. Y clásicos como "Baby Please Do not Go To New Orleans", "Take This Hammer" o "Midnight Special", interpretados de una manera sencilla y hermosa.
En este disco de country blues se nota la influencia no sólo de la guitarra y la armónica de McGhee, y Terry, sino también de la intensidad interpretativa de Big Bill Broonzy y Blind Willie McTell.

## Premios
- Davis recibió tres nominaciones a los Blues Music Awards de la Foundación "Keeping The Blues Alive" en 1993:
  - “Best Acoustic Album of the Year”[7]
  - “Best Acoustic Artist of the Year”[7]
  - “Best Instrumentalist”
- 1991 BRIO award[8]
- 1993 AUDELCO Award for Best Actor[9]

## Discografía
- 1978: Dreams About Life (Folkways Records)
- 1984: Beat Street
- 1993: Guy Davis - Live, 1993 (The Music Hall)
- 1995: Stomp Down Rider (Red House Records)
- 1996: Call Down the Thunder (Red House Records)
- 1998: You Don't Know My Mind (Red House Records)
- 2000: Butt Naked Free (Red House Records)
- 2002: Give in Kind (Red House Records)
- 2003: Chocolate to the Bone (Red House Records)
- 2004: Legacy (Red House Records)
- 2006: Skunkmello (Red House Records)
- 2007: Down At The Sea (Secret Mountain)
- 2007: Guy Davis On Air (Tradition & Moderne)
- 2009: Sweetheart Like You (Red House Records)
- 2012: The Adventures of Fishy Waters (Smokeydoke Records)[5]
- 2013: Juba Dance (DixieFrog Records).[10] Con Fabrizio Poggi a la armónica.
- 2015: Kokomo Kidd
- 2017: Sonny and Brownie’s Last Train. Con Fabrizio Poggi a la armónica.